# Gymnosporia punctata
Gymnosporia punctata är en benvedsväxtart som först beskrevs av Sebsebe, och fick sitt nu gällande namn av Jordaan. Gymnosporia punctata ingår i släktet Gymnosporia och familjen Celastraceae. Inga underarter finns listade.